# Danse indienne (pel·lícula de 1900)
Danse indienne és una pel·lícula francesa de Gabriel Veyre, operador-director dels germans Lumière, estrenada el 1900. Aquest és un curtmetratge mut de menys d'un minut. Filmat el 2 o 3 de setembre de 1898 a la reserva nativa de Kahnawake, al Quebec, representa mohawks ballant amb vestits festius, davant d'un tipi de tela. Es considera, en l'estat de la investigació històrica a principis del XXI, com la pel·lícula més antiga rodada a sòl del Quebec que s'ha conservat.

## Sinopsi
Els nadius americans, amb vestits festius tradicionals, ballen davant d'un tipi de tela.

## Fitxa tècnica
- Dirigit per: Gabriel Veyre
- Fotografia: Gabriel Veyre
- Companyia de producció: Société anonyme des plates et papiers photographies A. Lumière et ses fils
- Durada: 48 segons
- Distància: 16 metres